# Liste de mines en Colombie-Britannique
Voici une liste de mines situées en Colombie-Britannique.

## Liste
|    | mine                          | produit                                               | coordonnées                   | ville                                               | lieu                                         | propriétaire(s)                                                              | dates                                                              | notes | références |
| 1  | mine Blue Hawk (en)           | Au, Ag, Pb, Cu, Zn                                    | 49° 59′ 02″ N, 119° 31′ 10″ O | Westbank (West Kelowna)                             | Okanagan                                     |                                                                              | 1930s-1988                                                         | | [ 3 ]      |
| 2  | mine Boss Mountain (en)       | Mo, Cu, Zn, W, Ag, Bi                                 | 52° 05′ 48″ N, 120° 54′ 27″ O | Hendrix Lake (43 km Sud-Est de Horsefly)            | Cariboo                                      |                                                                              | 1917-                                                              | aka Hendrix Lake Mine, Timothy Mountain Mine                                                                                   | [ 4 ]      |
| 3  | mine Bralorne (en)            | Au, Ag, Pb, Zn, Cu, W                                 | 50° 46′ 40″ N, 122° 49′ 20″ O | Bralorne (en)                                       | Bridge River Country (en)                    |                                                                              |                                                                    | Les fondateurs sont Frank et Delina Noel (en). Un intervenant majeur est David Sloan. L'une des plus profondes mines du Canada | .          |
| 4  | Britannia Beach               | Cu, Zn, Pb, Ag, Au, Cd                                | 49° 36′ 40″ N, 123° 08′ 28″ O | Britannia Beach                                     | Baie Howe                                    | Britannia Mining and Smelting Co. Ltd. (en) (1904–1963) Anaconda (1963–1974) | 1904–1974                                                          | Désormais le Britannia Mine Museum (en), souvent utilisé comme lieu de tournage                                                | .          |
| 5  | mine Bullion (en)             | Au                                                    | 52° 37′ 38″ N, 121° 38′ 21″ O | Bullion (en) (près de Likely)                       | Cariboo                                      | Placer Dome                                                                  | 1859-                                                              | | ,          |
| 6  | mine Cariboo Amelia (en)      | Au, Ag, Pb, Zn, Cu, Pyrophyllite, Dioxyde de silicium | 49° 06′ 57″ N, 119° 11′ 02″ O | Camp McKinney (en)/Bridesville(N of Rock Creek (en) | Okanagan Highland (en)/Boundary Country (en) | Consolidated Mining and Smelting Company (en)                                | 1894–1962                                                          | | ,          |
| 7  | mine Cariboo Gold Quartz (en) | Au, Ag, W, Bi, Pb, Zn                                 | 53° 05′ 23″ N, 121° 33′ 41″ O | Wells (en)                                          | Cariboo                                      |                                                                              | années 1870 jusqu'à nos jours, avec une pointe entre 1833 et 1987. | | [ 14 ]     |
| #  | mine Cassiar (en)             | Amiante, Chrysotile, Jade/Nephrite, Gemmes, Mg        | 59° 19′ 30″ N, 129° 49′ 05″ O | Cassiar                                             | Cassiar Country (en)                         |                                                                              | 1950-                                                              | | [ 15 ]     |
| 8  | mine Copper Mountain (en)     | Cu, Au, Ag                                            | 49° 19′ 52″ N, 120° 32′ 03″ O | Copper Mountain & Allenby                           | Similkameen                                  |                                                                              |                                                                    | | ,          |
| 9  | mine Craigmont (en)           | Cu, Fe, Ag, Au                                        | 50° 12′ 27″ N, 120° 55′ 34″ O | Merritt                                             | Nicola Country (en)                          |                                                                              | 1962-82 (cuivre), 1992- (magnétite)                                | | ,          |
| 10 | mine Estella (en)             | Ag, Pb, Zn, Cd, Cu, Au                                | 49° 46′ 10″ N, 115° 36′ 19″ O | Wasa                                                | District régional d'East Kootenay            |                                                                              |                                                                    | | [ 20 ]     |
| 11 | mine Giant Mascot (en)        | Ni, Cu, Cr, Co, Au, Ag, Pt, Pd, Zn                    | 49° 29′ 01″ N, 121° 29′ 05″ O | Hope                                                | Sud de Lillooet Ranges (en)                  |                                                                              |                                                                    | | ,          |
| 12 | mine Golden Cache (en)        | Au                                                    | 50° 38′ 30″ N, 122° 04′ 55″ O | Lillooet                                            | Cayoosh Creek (en), Lillooet                 |                                                                              | 1897–1901                                                          | | ,          |
| 13 | mine Granisle (en)            |                                                       | 54° 56′ 40″ N, 126° 09′ 26″ O | Granisle (en) (près de Smithers)                    | Lac Babine/Omineca                           | Granby Mining and Smelting                                                   |                                                                    | | [ 28 ]     |
| 14 | mine Hat Creek Coal (en)      | charbon (lignite)                                     | 50° 46′ 11″ N, 121° 36′ 15″ O | Pavilion-Upper Hat Creek (en)                       | Lillooet Country (en)                        |                                                                              | 1893-                                                              | | ,          |
| 15 | mine Hedley Mascot (en)       |                                                       |                               | Hedley                                              | Similkameen                                  |                                                                              |                                                                    | Désormais un musée. |            |
| 16 | mine Hidden Creek (en)        | Cuivre, Or, Argent, Cobalt, Zinc                      | 55° 26′ 21″ N, 129° 49′ 27″ O | Anyox                                               | Observatory Inlet (en)                       |                                                                              | 1914–1936                                                          | | [ 31 ]     |
| 17 | Mine de Highland Valley       | Cu, Mo, Ag, Au, Pb, Zn                                | 50° 29′ 08″ N, 121° 02′ 54″ O | Logan Lake                                          | Nord-Ouest du Plateau Thompson               |                                                                              |                                                                    | | [ 32 ]     |
| 18 | mine Kemess (en)              | Cu, Au, Mo, Ag (Zn, Pb)                               | 57° 00′ 21″ N, 126° 45′ 03″ O | N/A                                                 | Thutade Lake (en) (Montagnes Omineca)        | Northgate Resources (en)                                                     | 1983-                                                              | | ,          |
| 19 | mine Kitsault (en)            | Mo, Ag, Pb, Zn, Cu, W                                 | 55° 25′ 19″ N, 129° 25′ 10″ O | Kitsault/Alice Arm (près de Anyox)                  | Alice Arm (en), Observatory Inlet (en)       | Amax                                                                         | 1967–1972/1982                                                     | | [ 35 ]     |
| 20 | mine Minto (en)               | Au, Cu, Ag, Pb, Zn                                    | 50° 53′ 55″ N, 122° 45′ 05″ O | Minto City (en)                                     | Bridge River Country (en)                    | W.G. "Big Bill" Davidson (en)                                                | 1934–1940                                                          | | [ 36 ]     |
| 21 | mine Morrison (en)            | Cu, Au, Mo                                            | 55° 11′ 24″ N, 126° 19′ 07″ O | Granisle (en) (près de Smithers)                    | Stikine Country (en)                         | mine Pacific Bookerrals Inc. (en)                                            |                                                                    | | ,          |
| 22 | mine New Afton (en)           | Au, Cu                                                | 50° 40′ 34″ N, 120° 20′ 27″ O | Kamloops, BC                                        | Thompson Valley (en)                         | New Gold (en)                                                                | 1960–1988, 2006–                                                   | |            |
| 23 | mine Northair (en)            | Au, Ag, Pb, Zn, Cu, Cd                                | 50° 06′ 52″ N, 123° 06′ 13″ O | Whistler                                            | Cheakamus Valley                             |                                                                              | 1974–1982                                                          | | [ 39 ]     |
| 24 | mine Paradise (en)            | Ag, Cu, Pb, Au                                        |                               | Panorama (en)                                       | Columbia Valley / East Kootenay (en)         |                                                                              |                                                                    | | ,          |
| 25 | mine Phoenix (en)             | Cu, Au, Ag, Pb, Fe, Talc                              | 49° 05′ 27″ N, 118° 35′ 58″ O | Phoenix (en) (Greenwood)                            | Boundary Country (en)                        | Granby Mining and Smelting                                                   |                                                                    | | ,          |
| 26 | mine Pioneer (en)             | Au, Ag, Pb, Zn, Cu, Sb, W                             | 50° 45′ 40″ N, 122° 46′ 50″ O | Pioneer Mine (Bralorne (en))                        | Bridge River Country (en)                    |                                                                              | 1897-                                                              | Fusionné plus tard avec la mine Bralorne (en)                                                                                  | [ 44 ]     |
| 27 | Premier Mine (en)             | Au, Ag, Pb, Zn, Cu, Cd                                | 56° 03′ 06″ N, 130° 00′ 51″ O | Premier (en) (près de Stewart-Hyder AK)             | Canal Portland                               |                                                                              | 1918–1988                                                          | | ,          |
| 28 | mine de charbon Quinsam (en)  | charbon                                               | 49° 56′ 07″ N, 125° 29′ 15″ O | Campbell River                                      | Mid Island                                   | Hillsborough Resources (en)                                                  |                                                                    | | [ 48 ]     |
| 29 | mine Quintette (en)           | charbon                                               | 55° 01′ 40″ N, 121° 11′ 45″ O | Tumbler Ridge                                       | Hart Ranges (en) (Northern Rockies (en))     |                                                                              |                                                                    | | ,          |
| 30 | mine Sparwood (en)            | Charbon                                               |                               | Sparwood                                            | Elk Valley (en)                              |                                                                              |                                                                    | |            |
| 31 | mine Sullivan (en)            | Pb, Zn, Ag, Sn, Cu, Au, Fe, S, Sb, Cd, Bi, In, W      | 49° 42′ 27″ N, 116° 00′ 19″ O | Kimberley                                           | District régional d'East Kootenay            |                                                                              |                                                                    | | [ 53 ]     |
| 32 | mine Surf Inlet (en)          | Au, Cu, Ag, Mb                                        | 53° 05′ 29″ N, 128° 52′ 56″ O | Port Belmont (en)                                   | Île Princess Royal                           |                                                                              | c. 1900-                                                           | | [ 54 ]     |
| 33 | mine Tasu (en)                | Fe, Cu, Ag, Au                                        | 52° 45′ 24″ N, 132° 02′ 36″ O | Tasu (en)                                           | Île Moresby                                  |                                                                              | 1908–1987                                                          | | [ 55 ]     |
| 34 | mine Tulsequah Chief (en)     | Zn, Cu, Pb, Ag, Au, Cd                                | 58° 44′ 09″ N, 133° 36′ 04″ O | N/A                                                 | Rivière Taku                                 | Redfern Resources Ltd. (en)                                                  | 1925-                                                              | | ,          |
| 35 | mine Windy Craggy (en)        | Cu, Co, Au, Ag, Zn                                    | 59° 44′ 09″ N, 137° 44′ 37″ O | N/A                                                 | Parc provincial de Tatshenshini-Alsek        | Falconbridge / Geddee Resources (en)                                         |                                                                    | | [ 58 ]     |